# Рингялене, Живиле
Живиле Рингялене (лит. Ziwille Ringelene; урожд. Сакалаускайте лит. Sakalauskaitė; 15 августа 1961, Вильнюс) — советская и  литовская шашистка, бронзовый призёр чемпионата мира по международным шашкам 1983 и 1985 годов, чемпионка СССР 1983 и 1985 годов, серебряный призёр 1978 года, бронзовый призёр 1980 года, девятикратная чемпионка Литвы (1977, 1980, 1985, 1987–1989, 1993, 1994, 2008). Международный гроссмейстер.

## Биография
Русскими шашками увлеклась в 4-м классе, в 8-м класса стала играть в международные шашки. Тренировалась у  Якова Шауса. Выступала за вильнюсский «Локомотив».
Окончила исторический факультет Вильнюсского государственного университета в 1984 году. В 2008 году получила степень магистра компьютерных наук в Вильнюсском педагогическом университете, с 2008 года была докторантом Института математики и информатики Вильнюсского университета. 
В 1984–1985 годах была инструктором-методистом специализированной спортивной школы по шахматам и шашкам для детей и юношества Вильнюсского олимпийского резерва, в 1985–1990 годах работала инструктором Комитета по физическому воспитанию и спорту, 1990–1991 гг. старший методист отдела организационно-методической работы Республиканского молодежного центра профессиональной ориентации, с 1992 года работала психологом и преподавателем информационных технологий Вильнюсской Радзивской гимназии.